# Shorea venulosa
Shorea venulosa är en tvåhjärtbladig växtart som beskrevs av G. H. S. Wood och Willem Meijer. Shorea venulosa ingår i släktet Shorea och familjen Dipterocarpaceae. Inga underarter finns listade i Catalogue of Life.